# 2022 год в литературе

## События
- Президент поздравил коллектив и ветеранов Всероссийской государственной библиотеки иностранной литературы имени М. И. Рудомино со 100-летним юбилеем[1][2].
- «Литературная газета» учредила новую премию для писателей, переводчиков и книжных блогеров «Гипертекст» имени Александра Чаковского[3][4].
- Красноярская ярмарка книжной культуры (КРЯКК) переносится на 2023-й год[5].
- 100 лет после публикации романа Синклера Льюиса «Бэббит» (англ. Babbitt).
- Согласно решению жюри лауреаты премии Андрея Белого объявляются в 2022 году в единственной номинации «За заслуги перед русской литературой»[6].
- Организаторы премии «Национальный бестселлер» отказались от торжественной церемонии вручения награды[7].
- В Музей—заповедник истории Дальнего Востока имени Арсеньева во Владивостоке передали в дар роман Александра Фадеева «Разгром» на японском языке[8].
- На Пушкинском перевале в Армении установили памятник Александру Пушкину[9].

Изображение К. И. Чуковского на скале в ЮАР

- Во Франции выпустили в переводе Моники Слодзиан роман Юлиана Семёнова «Приказано выжить» о работе советского разведчика Штирлица[10][11][12].
- В итальянском Сорренто открыли мемориальную табличку в память об Иване Тургеневе[13].
- В столице Турции состоялось открытие парка имени Чингиза Айтматова[14].
- В Германии открылся Фестиваль поэзии на русском языке[15].
- На одной из скал в Кейптауне (ЮАР) петербургские художники арт—группы HoodGraff создали портрет Корнея Чуковского[16].

### Мероприятия
- 5 февраля — День Рунеберга (вручение ежегодной литературной премии).
- 17—20 марта — Лейпцигская книжная ярмарка.
- 26 марта—3 апреля — Неделю детской книги посвятили юбилею Корнею Чуковскому[17].
- 2 апреля — Международный день детской книги.
- 23 апреля — Всемирный день книг и авторского права.
- 22—24 апреля — Парижский книжный салон[фр.].
- 19—22 мая — XVII Петербургский Международный книжный салон[18].
- 28—29 мая — XI Всероссийская ежегодная акция Библионочь[19].
- 3—6 июня — VIII книжный фестиваль «Красная площадь»[20].
- 23 июня—3 июля — в Архангельске прошёл III фестиваль книги «Белый июнь»[21].
- 2—5 сентября — 35-я Московская международная книжная выставка-ярмарка[22].
- 29 сентября—2 октября — VIII Международная книжная ярмарка—фестиваль «Волжская волна»[23].
- 30 сентября—2 октября — Международная книжная ярмарка в Турку.
- 7—9 октября — V фестиваль «Литература Тихоокеанской России» во Владивостоке[24].
- 14—31 октября — Литературный фестиваль в Калининградской области[25].
- 21—23 октября — VI Всероссийский литературный фестиваль «ЛиФФт-2022» (Уфа, Башкортостан).
- 19—23 октября — 74-я Франкфуртская книжная ярмарка.
- 11—13 ноября — Всетурецкий фестиваль «Сквозь века и культуры», приуроченный ко дню рождения Фёдора Достоевского[26].
- 27—30 октября — Хельсинкская книжная ярмарка.
- 1—5 декабря — 24-я Международная ярмарка интеллектуальной литературы Non/fictio№[27].

### Юбилеи
- 3 января — 130 лет со дня рождения Джона Рональда Руэла Толкина, английского писателя, поэта, переводчика, лингвиста, известен как автор романа «Властелин колец» и повести «Хоббит, или Туда и обратно».
- 15 января — 400 лет со дня рождения французского писателя и драматурга Жана Батиста Мольера.
- 16 января — 155 лет со дня рождения русского, советского писателя Викентия Вересаева.
- 18 января — 140 лет со дня рождения британского писателя, поэта и драматурга Алана Александра Милна.
- 21 января — 110 лет со дня рождения польского писателя Альфреда Шклярского.
- 25 января — 140 лет со дня рождения английской писательницы Вирджинии Вулф.
- 27 января — 190 лет со дня рождения Льюиса Кэрролла, английского писателя, философа, математика.
- 28 января — 125 лет со дня рождения Валентина Катаева, русского советского писателя, поэта, драматурга.
- 7 февраля — 210 лет со дня рождения Чарльза Диккенса, английского писателя—романиста.
- 26 февраля — 220 лет со дня рождения Виктора Мари Гюго, франзуского писателя, поэта и драматурга.
- 23 марта — 135 лет со дня рождения Йозефа Чапека, чешского писателя.
- 24 марта — 115 лет со дня рождения Лидии Чуковской, русской писательницы и поэтессы, дочери Корнея Чуковского.
- 31 марта — 140 лет со дня рождения Корнея Чуковского, русского писателя, поэта, переводчика.
- 6 апреля — 210 лет со дня рождения русского публициста, писателя, педагога Александра Герцена.
- 10 апреля — 85 лет со дня рождения Беллы Ахмадулины, русской и советской поэтессы, писательницы и переводчицы.
- 19 апреля — 120 лет со дня рождения Вениамина Каверина, русского советского писателя, драматурга и сценариста.
- 22 апреля — 310 лет со дня рождения Генри Филдинг, английского писателя и драматурга.
- 2 мая — 120 лет со дня рождения Алана Маршалла, австралийского писателя и публициста.
- 13 мая — 85 лет со дня рождения Роджера Желязны, американского писателя.
- 21 мая — 150 лет со дня рождения Надежды Тэффи, русской писательницы, поэтессы, переводчицы.
- 24 мая — 200 лет со дня рождения Эдмон де Гонкура, франзуского писателя.
- 31 мая — 130 лет со дня рождения Константина Паустовского, русского советского писателя, сценариста, переводчика.
- 15 июня — 155 лет со дня рождения Константина Бальмонта, русского поэта, эссеиста, переводчика.
- 18 июня — 210 лет со дня рождения Ивана Гончарова, русского писателя, литературного критика.
- 20 июня — 90 лет со дня рождения Роберта Рождественского, русского советского и российского писателя, переводчика.
- 21 июня — 225 лет со дня рождения русского поэта Вильгельма Кюхельбекера.
- 25 июня — 115 лет со дня рождения русского поэта и переводчика Арсения Тарковского.
- 2 июля — 145 лет со дня рождения немецкого писателя Германа Гессе.
- 8 июля — 200 лет со дня смерти английского поэта Перси Биш Шелли.
- 24 июля — 220 лет со дня рождения французского писателя и драматурга Александра Дюма (отец).
- 1 августа — 200 лет со дня рождения русского поэта Аполлона Григорьева.
- 9 августа — 100 лет со дня рождения британского поэта Филипа Ларкина.
- 10 августа — 110 лет со дня рождения Жоржи Амаду, бразильского писателя.
- 14 августа — 155 лет со дня рождения английского писателя Джона Голсуорси, автора цикла «Сага о Форсайтах».
- 21 августа — 160 лет со дня рождения итальянского писателя Эмилио Сальгари.
- 24 августа — 75 лет со дня рождения Пауло Коэльо, бразильского прозаика и поэта.
- 5 сентября — 205 лет со дня рождения Алексея Константиновича Толстого, русского писателя, драматурга, поэта, переводчика, из рода Толстых.
- 11 сентября — 140 лет со дня рождения русского советского писателя Бориса Житкова.
- 21 сентября — 75 лет со дня рождения Стивена Кинга, американского писателя, «Короля ужасов».
- 25 сентября — 125 лет со дня рождения американского писателя, прозаика и поэта Уильяма Фолкнера.
- 26 сентября — 90 лет со дня рождения Владимира Войновича, русского поэта, прозаика и драматурга.
- 8 октября — 130 лет со дня рождения русской поэтессы Марины Цветаевой.
- 15 октября — 125 лет со дня рождения русского советского писателя, сценариста и драматурга Ильи Ильфа.
- 22 октября — 135 лет со дня рождения американского журналиста, писателя Джона Рида, автора знаменитой книги «Десять дней, которые потрясли мир».
- 30 октября — 260 лет со дня рождения французского поэта Андре Шенье.
- 3 ноября — 135 лет со дня рождения русского советского поэта, драматурга, переводчика, литературного критика Самуила Маршака.
- 6 ноября — 170 лет со дня рождения русского писателя—прозаика Дмитрия Мамина-Сибиряка.
- 11 ноября — 100 лет со дня рождения американского писателя Курта Воннегута.
- 14 ноября — 115 лет со дня рождения шведской писательницы Астрид Линдгрен, автора трилогии «Малыш и Карлсон» и повести «Пеппи Длинныйчулок».
- 27 ноября — 75 лет со дня рождения Григория Остера, русского писателя, сценариста, драматурга.
- 30 ноября — 335 лет со дня рождения англо—ирландского писателя—сатирика Джонатана Свифта, известен как автор романа «Путешествия Гулливера».
- 22 декабря — 85 лет со дня рождения писателя, автора детских книг, драматурга, сценариста Эдуарда Успенского.

## Премии

### Международные
- Нобелевская премия по литературе — Анни Эрно, «За бесстрашие и бесстрастную остроту, с которыми она раскрывает корни, отчужденность и коллективные ограничения личной памяти»[28].
- Дублинская литературная премия — Алиса Зенитер, «Искусство проигрывать» (англ. The Art of Losing)[29].
- Премия Виленицы — Аманда Айзпуриете[30].
- Нейштадтская литературная премия — Бубакар Борис Диоп[31].
- Премия мира немецких книготорговцев — Сергей Жадан[32].
- Премия Хьюго за лучший роман — Аркади Мартин, «Пустошь, что зовётся миром» (англ. A Desolation Called Peace)[33].
- Премия «Хьюго» за лучшую повесть — Бекки Чемберс, «Псалом для диких созданий» (англ.  A Psalm for the Wild-Built)[33].
- Премия «Хьюго» за лучшую короткую повесть — Сюзанна Палмер, «Боты потерянного ковчега» (англ. Bots of the Lost Ark)[33].
- Премия «Хьюго» за лучший рассказ — Сара Пинскер, «Где собираются дубовые сердца» (англ. Where Oaken Hearts Do Gather)[33].
- АБС-премия:
  - номинация «Художественная проза» — Андрей Столяров, «Продолженное настоящее»;
  - номинация «Критика и публицистика» — Владимир Березин, «Необычайное: Критика, публицистика, эссе»[34].
- Премия имени О. Генри «Дары волхвов»
- Премия Агаты
- Международная детская литературная премия имени В. П. Крапивина:
  - номинация «Выбор Командора» — Вера Ильина, «Лысая»;
  - номинация «Выбор детского жюри» — Юлия Варнакова, «Только ветер на встречу»;
  - номинация «Выбор литературного совета» — Екатерина Аксёнова, «Пешком по небу»;
  - номинация «Выбор профессионального жюри» — Наталья Вишнякова, «На старт приглашаются...»[35][36][37].

### Австрия
- Австрийская государственная премия по европейской литературе — Али Смит[38].

### Великобритания
- Букеровская премия — Шехан Карунатилака, «Семь лун Маали Алмейды» (англ. The Seven Moons of Maali Almeida)[39].
- Женская премия за художественную литературу — Рут Озеки, «Книга формы и пустоты» (англ. The Book of Form and Emptiness)[40].

### Германия
- Премия Георга Бюхнера — Эмине Севги Оздамар.
- Бременская литературная премия — Юдит Герман (за роман «Daheim»); поощрён Маттиас Сенкель (за сборник рассказов «Winkel der Welt»).

### Испания
- Премия Сервантеса — Рафаэль Каденас.
- Премия принцессы Астурийской — Хуан Майорга[41].

### Россия
- Премия «Поэзия»
- «Большая книга»
- «Национальный бестселлер»:
  - Кирилл Рябов, «Фашисты»;
  - София Синицкая, «Хроника Горбатого»;
  - Ислам Ханипаев, «Типа Я»;
  - Павел Басинский, «Подлинная история Анны Карениной»;
  - Юлия Кисина, «Бубуш»;
  - Сергей Авилов, «Капибару любят все»[7].
- Премия имени П. П. Бажова
- Литературная премия «НОС» (Новая словесность)
- Премия «Поэзия»
- Премия Александра Солженицына — Аза Тахо-Годи[42].
- Премия Андрея Белого:
  - номинация «за заслуги перед литературой» — Игорь Булатовский, Анна Герасимова, Борис Констриктор, Илья Кукуй, Аза Тахо-Годи, Зорислав Паункович [6].
- «Большая сказка»:
  - номинация «Сказка»:
    - Первое место — Елена Пономарёва, «Дед — Сто Бед. Сказки деда Гриши и бабушки Глаши»;
    - Второе место — Галина Соболева, «Писатель Ёжиков и другие»;
    - Третье место — Станислав Востоков, «Морозов Ха. Ха. и новогоднее чудо»[43].
- Премия имени В. Катаева — Софья Ремез, рассказ «История, которую мы еще не проходили»[44].
- Премия «Лицей»:
  - номинация «Проза»:
    - Первое место — Екатерина Манойло, «Отец смотрит на запад»;
    - Второе место — Михаил Турбин, роман «Выше ноги от земли»;
    - Третье место — Алексей Колесников, сборник рассказов «Ирокез».

  - номинация «Поэзия»:
    - Первое место — Оля Скорлупкина, сборник «В стране победившего сюрреализма»;
    - Второе место — Денис Балин, поэма «Мутная река»;
    - Третье место — Антон Азаренков, сборник стихотворений[45].
- «Писатель года»:
  - «Писатель года» — Владислав Отрошенко.
  - Основная номинация «Писатель года»:
    - Первая премия — Людмила Лаврова;
    - Вторая премия — Надежда Бакина;
    - Третья премия — Владимир Аджалов.

  - Номинация «Дебют» — Евгений Белкин;
  - Номинация «Детская литература» — Галина Харламова[46].
- Неистовый Виссарион:
  - Победитель премии «Неистовый Виссарион-2022» — Валерий Шубинский;
  - Специальный приз «За дерзость» — Василий Ширяев;
  - Специальный приз «Перспектива», за расширение культурного контекста современной литературы на русском языке — Александр Марков;
  - Почётная премия за вклад в развитие критической мысли и книгу «Необычайное: Критика, публицистика, эссе» (особое решение жюри) — Владимир Березин[47].
- «Поэт года»:
  - «Поэт года» — Юрий Ряшенцев.
  - Основная номинация «Поэт года»:
    - Первая премия — Полина Орынянская;
    - Вторая премия — Ника Батхен;
    - Третья премия — Михаил Гуцериев.

  - Номинация «Дебют» — Евгений Королецкий[48][49].
- Премия «Дальний Восток» им. В.К. Арсеньева:
  - номинация «Длинная проза» — Евгений Мамонтов;
  - номинация «Короткая проза» — Анатолий Бударин;
  - номинация «Детская проза» — Валерий Фатеев;
  - номинация «За вклад в развитие Дальнего Востока» — Вячеслав Сукачёв;
  - номинация «За вклад в развитие современной культуры Дальнего Востока» — Никита Воробьёв[50][51].
- Литературная премия имени Самуила Маршака:
  - номинация «Проза» —  Наталья Евдокимова;
  - номинация «Поэзия» — Анна Игнатова;
  - номинация «Дебют» — Денис Макурин[52].

### США
- Премия Эдгара Аллана По:
  - номинация «за лучший роман» — Джеймс Кестрел, «Пять декабрей» (англ. Five Decembers)[53].
  - номинация «лучший первый роман» — Эрин Фланаган, «Сезон оленей» (англ. Deer Season)[54].
- Премия ПЕН/Фолкнер — Рабих Аламеддин, «Не с того конца телескопа» (англ. The Wrong End of the Telescope)[55].
- Пулитцеровская премия за художественную книгу — Джошуа Коэн, «Нетаньяху: рассказ об очень незначительном эпизоде в истории очень известной семьи» (англ. The Netanyahus: An Account of a Minor and Ultimately Even Negligible Episode in the History of a Very Famous Family)[56].
- Пулитцеровская премия за лучшую драму — Джеймс Иджеймс, «Жирная ветчина» (англ. Fat Ham)[57].
- Пулитцеровская премия за поэзию — Дайан Сьюз, «Начистоту: сонеты» (англ. frank: sonnets)[58].
- Всемирная премия фэнтези за лучшую повесть — Преми Мохамед, «And What Can We Offer You Tonight»[59].
- Всемирная премия фэнтези за лучший роман — Таша Сури, «The Jasmine Throne»[60].
- Всемирная премия фэнтези за лучший рассказ — Лорен Ринг, «(emet)»[61].

### Финляндия
- Премия Рунеберга — Куинь Тран[вд], роман «Тень и прохлада» (фин. Skugga och svalka)[62].
- Премия «Финляндия» — Иида Раума[вд], роман «Уничтожение — хроника событий» (фин. Hävitys: Tapauskertomus)[63]

### Франция
- Гонкуровская премия — Брижит Жиро, «Жить быстро»[вд] (фр. Vivre vite)[64].
- Премия Медичи — Эммануэль Байамак-Там[вд], «Тринадцатый час» (фр.  La Treizième Heure)[65].
  - премия «за лучшее зарубежное произведение» — Андрей Курков, «Серые пчёлы» (англ. Grey Bees);
  - премия «за эссеистику» — Жорж Диди-Юберман, «Свидетель до конца» (фр. Le Témoin jusqu'au bout).
- Премия Фемина — Клоди Хунцингер, «Собака за моим столом» (фр. Un chien à ma table);
  - премия «зарубежному автору» — Рэйчел Каск, «Второе место[вд]» (англ. Second Place / фр. La Dépendance);
  - премия «за эссеистику» — Аннет Вевьорка[вд], «Гробницы» (фр. Tombeaux).
- Премия Ренодо — Саймон Либерати, «Спектакль» (фр. Performance).

### Швеция
- Литературная премия Шведской академии — Найя Мария Айдт[66].
- Премия памяти Астрид Линдгрен — Ева Линдстрём[67].

## Книги
- «Викторианки» — Александр Ливергант.
- «Воображаемый враг: Иноверцы и еретики в средневековой иконографии» — Михаил Майзульс.
- «Идол, защищайся! Культ образов и иконоборческое насилие в Средние века» — Михаил Майзульс.
- «Люди и праздники. Святцы культуры» — Александр Генис.
- «Подсознательный бог. Психотерапия и религия» (нем. Der unbewußte Gott. Psychotherapie und Religion) — Виктор Франкл.
- «Прекрасный мир, где же ты» — Салли Руни.
- «Человеческие поступки» — Хан Ган.
- «Это не то» — Оксана Тимофеева.

### Романы
- «2666» — Роберто Боланьо.
- «Властитель мой и господин» — Франсуа-Анри Дезерабль.
- «Волшебник» — Колм Тойбин.
- «Его последние дни» — Рагим Эльдар оглы Джафаров.
- «Воровка фруктов» — Петер Хандке.
- «Ежегодный пир Погребального братства» — Матьяс Энар.
- «Когда наступит тьма» — Жауме Кабре.
- «Кожа» — Евгения Некрасова.
- «Лисьи Броды» — Анна Старобинец.
- «Мистер Уайлдер и я» — Джонатан Коу.
- «Море спокойствия» — Эмили Сент-Джон Мандел.
- «Ночь, когда мы исчезли» — Николай Кононов.
- «Оккульттрегер» — Алексей Сальников.
- «Память девушки» (фр. Mémoire de fille) — Анни Эрно.
- «Перекрёстки» (англ. Crossroads) — Джонатан Франзен.
- «Саша, привет!» — Дмитрий Данилов.
- «Сезон отравленных плодов» — Вера Богданова.
- «Степь» — Оксана Васякина.
- «Трое» — Валери Перрин.
- «Тьма после рассвета» — Александра Маринина.
- «Чагин» — Евгений Водолазкин.
- «Чумные ночи» (тур. Veba Geceleri) — Орхан Памук.
- «Элизабет Финч» (англ. Elizabeth Finch) — Джулиан Барнс.
- «Яблоки не падают никогда» (англ. Apples Never Fall) — Лиана Мориарти.
- «KGBT+» — Виктор Пелевин.

### Повести
- «Русская зима» — Роман Сенчин.

### Малая проза
- «Домовая любовь» — сборник Евгения Некрасова.
- «De feminis» — Владимир Сорокин.

### Поэмы
- «Хозяйка цеха „Цветок“» — Евгения Некрасова.

### Публицистика
- «Госсмех» — Евгений Добренко.

### Научно—популярная литература
- «Всё, что движется. Прогулки по беспокойной Вселенной. От космических орбит до квантовых полей» — Алексей Семихатов.
- «Люди на Луне: Главные ответы» — Виталий Егоров.
- «Облачно, возможны косатки» — Ольга Филатова.

## Умершие писатели и сценаристы

### Январь
- 7 января — Александр Тимофеевский, русский советский писатель, поэт и сценарист, 88 лет.
- 10 января — Эйстен Лённ, норвежский писатель, 86 лет.
- 11 января — Борис Хазанов, русский прозаик, эссеист, 93 года.
- 14 января — Дэйв Волвертон, американский писатель-фантаст, 64 года.
- 21 января — Анатолий Найман, российский поэт, эссеист, переводчик, литературный секретарь Анны Ахматовой, 85 лет.
- 25 января — Владимир Губарев, советский и российский писатель-фантаст, драматург, журналист, 84 года.
- 30 января — Виктор Мережко, советский и российский сценарист, драматург, кинорежиссёр, актёр, писатель-прозаик, 84 года.

### Февраль
- 4 февраля — Юрий Манн, советский и российский литературовед, специалист по Гоголю, 92 года.
- 5 февраля — Кэнта Нисимура, японский писатель, 55 лет.
- 8 февраля — Валентина Полухина, российско-британский литературовед, специалист по творчеству Иосифа Бродского, 85 лет.
- 18 февраля — Кира Сошинская, писательница-фантаст, переводчица, 88 лет.
- 23 февраля — Радован Павловский, македонский поэт, прозаик, 85 лет.

### Март
- 1 марта:
  - Хью О’Шонесси, британский журналист и писатель, 87 лет;
  - Сергей Дышев, русский писатель и журналист, известен как автор сценария к документальному телесериалу «Криминальная Россия», 65 лет.
- 2 марта:
  - Фредерик Тристан. французский писатель, поэт, драматург и искусствовед, 90 лет;
  - Владимир Морозов, российский писатель, поэт, публицист, краевед, редактор, 68 лет.
- 4 марта – Александр Леонидович Тамкович, белорусский писатель, 58 лет.
- 5 марта — Арам Григорян, советский и армянский филолог и писатель, 91 год.
- 9 марта — Василий Регеж-Горохов, марийский советский и российский актёр театра, актёр озвучивания, поэт, драматург, переводчик, публицист, член Союза писателей СССР, 84 года.
- 11 марта:
  - Арпад Галгоци, венгерский переводчик художественных произведений, писатель и поэт, 93 года;
  - Рустам Мамед Ибрагим оглы Ибрагимбеков, советский, российский и азербайджанский писатель, кинодраматург и кинорежиссёр, Народный писатель Азербайджана, 83 года.
- 13 марта:
  - Аждар Таги оглы Исмайлов, советский и азербайджанский литературовед, 83 года;
  - Альгимантас Балтакис, советский и литовский поэт, литературный критик, переводчик, 92 года.
- 14 марта — Микола Гиль, белорусский писатель и публицист, журналист, переводчик, 85 лет.
- 18 марта — Адиз Кусаев, чеченский поэт, писатель, журналист, 84 года.
- 21 марта — Юз Алешковский, русский прозаик, поэт, сценарист, 92 года.
- 24 марта — Иван Яган, русский советский писатель (прозаик и поэт), публицист, 87 лет.
- 27 марта — Марио Мучник, аргентинский писатель, издатель, фотограф, 90 лет.
- 28 марта — Виктор Потиевский, советский и российский писатель — натуралист, поэт, учёный, журналист, общественный деятель, издатель и переводчик, 84/85 лет.
- 29 марта:
  - Ангела Стахова, немецкая писательница, 73 года;
  - Зигмунд Скуиньш, советский и латвийский журналист, драматург, прозаик и переводчик, 95 лет.
- 31 марта — Патриция Маклахлан, американская детская писательница, 84 года.

### Апрель
- 2 апреля:
  - Серхио Хейфец, аргентинский писатель, 65 лет;
  - Евгений Баль, советский и украинский журналист, писатель, член Национального союза журналистов Украины, 78 лет.
- 3 апреля:
  - Лижия Фагундес Теллес, бразильская писательница, 98 лет;
  - Станислав Росовецкий, украинский писатель, фольклорист, учёный, преподаватель, 77 лет;
  - Джун Браун, английская актриса и писательница, 95 лет;
  - Аве Алавайну, эстонская поэтесса и писательница, 79 лет.
- 4 апреля — Серафим Андреюк, советский и белорусский критик и литературовед, 89 лет.
- 6 апреля — Дэвид Макки, английский писатель и иллюстратор детских книг и создатель мультфильмов, 87 лет.
- 9 апреля — Джек Хиггинс, английский писатель, 92 года.
- 13 апреля:
  - Йоханна Экстрём, шведская писательница и художница, 51 год;
  - Игорь Гергенрёдер, советский и русский писатель, поэт, собственный корреспондент, 69 лет.
- 18 апреля — Валерио Эванджелисти, итальянский писатель, сценарист, 69 лет.
- 19 апреля — Пётр Краснов, российский писатель, публицист, переводчик, 72 года.
- 20 апреля:
  - Дмитрий Урнов, советский и американский литературовед, специалист по британской и американской литературе, шекспировед, 86 лет;
  - Филип Байдлер, профессор американской литературы в Университете Алабамы, автор и редактор книг по литературе Алабамы, войне во Вьетнаме и другим темам, 77 лет.
- 21 апреля — Анатолий Вертинский, белорусский советский поэт, драматург, публицист, критик, переводчик, 90 лет.
- 23 апреля — Рахим Эсенов, советский и туркменский писатель, член Союза российских писателей, 95 лет.
- 25 апреля:
  - Ли Ве Су, южнокорейский писатель, 75 лет;
  - Мухаммад-Али Ислами Надушан, иранский литературный критик, переводчик и поэт, 97 лет.
- 27 апреля:
  - Кристиан Лундберг, шведский писатель и литературный критик, 56 лет;
  - Бенте Хансен,  датская писательница, редактор, 82 года.
- 28 апреля — Харольд Ливингстон, американский писатель и сценарист, который известен как сценарист фильма «Звёздный путь», 97 лет.
- 29 апреля — Анатолий Баюканский, советский и российский писатель, 96 лет.

### Май
- 1 мая — Мишель Винавер, французский прозаик, драматург и переводчик, автор книг для детей, 95 лет.
- 5 мая — Сергей Дяченко, советский, украинский и русский литератор, получивший признание как писатель-фантаст, 77 лет.
- 6 мая — Патриция Маккиллип, американская писательница, пишущая в жанрах фэнтези и научной фантастики, 74 года.
- 7 мая — Николай Адаменко, советский и украинский поэт, прозаик и филолог, 90 лет.
- 8 мая — Ким Джиха, корейский поэт, драматург и мыслитель, 81 год.
- 9 мая — Линда Ле, французская писательница вьетнамского происхождения, 58 лет.
- 11 мая — Йерун Брауверс, нидерландский писатель и журналист, 82 года.
- 12 мая — Алексей Цветков, русский поэт, прозаик, эссеист, критик и переводчик, 75 лет.
- 16 мая — Пер Гуннар Эвандер, шведский писатель, 89 лет.
- 19 мая — Наталья Казакова, российский литературовед, 57 лет.
- 20 мая — Мехмон Бахти, советский и таджикский писатель и драматург, народный писатель Таджикистана, 82 года.
- 22 мая — Хаким Бей, американский политический писатель, эссеист и поэт, 77 лет.
- 23 мая — Майя Лидия Коссаковская, польская писательница-фантаст, 50 лет.
- 28 мая:
  - Уолтер Абиш, американский писатель, 90 лет;
  - Лаймонас Тапинас, литовский эссеист, прозаик, журналист, 77 лет.
- 30 мая — Борис Пахор, словенский писатель, 108 лет.

### Июнь
- 3 июня — Лилиана Де Куртис, итальянская актриса и писательница, 89 лет.
- 4 июня — Джордж Лемминг, барбадосский писатель, 94 года.
- 9 июня — Муса Мулюков, советский татарский литературовед и фольклорист, журналист, 85 лет.
- 17 июня — Александр Валентик, российский поэт, журналист, 86 лет.
- 20 июня — Магнус Юнггрен, шведский литературовед, славист, переводчик, журналист, 79 лет.
- 21 июня — Патриция Кавалли, итальянская поэтесса и писательница, 75 лет.
- 23 июня — Аркадий Гарцман, советский и украинский поэт, сценарист и актёр, автор текстов песен, 75 лет.
- 27 июня — Фина Гарсиа Маррус, кубинская поэтесса, историк литературы, эссеист, 99 лет.
- 28 июня — Матс Траат, эстонский и советский писатель, поэт, драматург, сценарист, переводчик, 85 лет.
- 29 июня — Агате Несауле, американская писательница и филолог латышского происхождения, 84 года.

### Июль
- 1 июля — Атанас Мочуров, болгарский писатель — поэт, прозаик, литературный критик, драматург и публицист, 91 год.
- 4 июля:
  - Алан Кубатиев, российский писатель, публицист, переводчик, литературовед, 69 лет;
  - Ремко Камперт, нидерландский писатель, поэт и колумнист, переводчик, карикатурист, автор комиксов, 92 года.
- 5 июля — Ирина Муравьёва, советская и российская журналистка и писательница, автор книг исторической и литературной тематики и художественных рассказов, 88 лет.
- 7 июля:
  - Игорь Бяльский, русский советский и израильский поэт, переводчик, редактор, 72 года;
  - Рина Левинзон, русская поэтесса, 82 года;
  - Макс Эйзен, писатель, оратор и просветитель по Холокосту, 93 года.
- 8 июля — Александр Гриценко, русский писатель, драматург, прозаик, журналист, литературный продюсер, театральный режиссёр, 42 года.
- 10 июля — Энвер Чингизоглу, азербайджанский писатель, публицист, 60 лет.
- 11 июля — Владимир Зимянин, советский и российский дипломат, писатель, 75 лет.
- 16 июля:
  - Вера Вовк, бразильская писательница, литературовед, прозаик, драматург и переводчик украинского происхождения, 96 лет;
  - Герберт Вернер Франке, австрийский писатель-фантаст, 95 лет.
- 17 июля — Эрик Флинт, американский писатель, 75 лет.
- 20 июля — Алан Грант. шотландский писатель комиксов, 73 года.
- 23 июля:
  - Расим Озденёрен, турецкий писатель, 82 года;
  - Вячеслав Шаповалов, русский поэт, переводчик тюркской и европейской поэзии, литературовед, теоретик перевода, филолог, литературный критик, 74 года.
- 25 июля:
  - Ури Орлев, израильский прозаик, сценарист, автор книг для детей и юношества, 91 год;
  - Татьяна Москвина, российская писательница, театральный и кинокритик, публицистка, 63 года;
  - Кнутс Скуениекс, латышский поэт, журналист и переводчик, 85 лет.
- 26 июля:
  - Ингер Альвен, шведская писательница и социолог, 82 года;
  - Феликс Тейссен, нидерландский писатель, 88 лет;
  - Марит Паульсен, шведская журналистка норвежского происхождения, писательница, 82 года.
- 28 июля — Пьетро Читати, итальянский литературный критик, биограф, эссеист, 92 года.

### Август
- 1 августа — Анастасия Кобзаренко, советский и украинский библиотековед, генеральный директор «Национальной библиотеки Украины для детей», 88 лет.
- 2 августа — Александр Бачило, русский писатель-фантаст, 62 года.
- 5 августа — Ана Луиза Амарал, португальская поэтесса, переводчик и педагог, автор книг для детей, 66 лет.
- 6 августа — Синмон Аоки, японский писатель и поэт, 85 лет.
- 7 августа — Дэвид Маккалоу, американский писатель, рассказчик, историк и лектор, 89 лет.
- 9 августа:
  - Зофья Посмыш, польская писательница и сценарист, 98 лет;
  - Петерис Цедриньш, латвийский поэт и переводчик, писавший преимущественно на английском языке, 57 лет.
- 10 августа — Хушанг Эбтехадж, иранский поэт и исследователь, 94 года.
- 12 августа:
  - Герман Витке, советский и российский поэт, автор песен, 53 года;
  - Лиз Друж, шведская писательница и художница, 102 года.
- 13 августа — Екатерина Йосифова,  болгарская поэтесса, 81 год.
- 14 августа:
  - Деве Городе, новокаледонский педагог, писательница, феминистка и политик, 73 года;
  - Олесь Лупий, украинский прозаик, поэт, драматург, сценарист, 84 года;
  - Валерий Мищук, советский и российский поэт, композитор, автор-исполнитель, 71 год;
  - Виталий Ремизов, литературовед, педагог, музейный деятель, 72 года;
  - Нур Табаров, советский и таджикский писатель, журналист и переводчик, 81 год.
- 16 августа — Джозеф Дилейни, английский писатель, автор книг в жанре фэнтези и фантастики, 77 лет.
- 17 августа — Руслана Ляшева, литературный критик, журналист, прозаик, публицист, 79 лет.
- 18 августа — Владимир Гусев, российский литературовед и литературный критик, 85 лет.
- 21 августа — Алексей Паншин, американский писатель и критик в жанре научной фантастики, 82 года.
- 26 августа — Пётр Медвидь, украинский журналист и писатель, 82 года.
- 27 августа — Висенс Пажес Журда, испанский писатель, писавший на каталанском языке, 58 лет.

### Сентябрь
- 1 сентября:
  - Филип Манн, новозеландский писатель-фантаст британского происхождения, 80 лет;
  - Аббас Маруфи, иранский писатель и журналист, 65 лет.
- 2 сентября — Лев Котюков, российский поэт, эссеист, критик, 75 лет.
- 4 сентября — Питер Страуб, американский писатель, работал в жанрах ужасы, триллер, мистика, 79 лет.
- 5 сентября:
  - Марианна Гончарова, украинская русскоязычная писательница, 65 лет;
  - Космина Исрапилова, поэт, писатель, публицист, журналист, общественный деятель, 60 лет.
- 11 сентября:
  - Хавьер Мариас, испанский писатель, переводчик, журналист, 70 лет;
  - Мухаммад Али Шамсутдин, ливанский поэт и писатель, 79 лет.
- 13 сентября:
  - Владимир Бояринов, советский и российский поэт, редактор и литературный функционер, 74 года;
  - Анатолий Гужель, молдавский советский поэт, публицист, 100 лет.
- 17 сентября:
  - Бертиль Вагнер, советский и российский геолог, писатель, краевед, педагог, 81 год;
  - Храбн Йокюльссон, исландский писатель, 56 лет.
- 18 сентября — Челль Эспмарк, прозаик, поэт, литературный критик, 92 года.
- 19 сентября — Лия Бридака, латышская поэтесса и сценарист, 90 лет.
- 22 сентября — Хилари Мантел, британская писательница, литературный критик, 70 лет.
- 23 сентября:
  - Игорь Карпов, советский и российский деятель науки, учёный-литературовед, 70 лет;
  - Маргарита Смирнова, советская детская писательница, журналист, редактор, 95 лет.
- 26 сентября — Анника Бекстрём, шведский переводчик, писатель, 94 года.
- 27 сентября — Джамал Камал, советский и узбекский поэт, 84 года.

### Октябрь
- 1 октября — Розетта Лой, итальянская писательница, 91 год.
- 3 октября — Давид Уэрта, мексиканский поэт, эссеист и переводчик, 72 года.
- 5 октября:
  - Елена Дергачёва-Скоп, российский литературовед, 85 лет;
  - Вольфганг Кольхаазе, немецкий сценарист, режиссёр и писатель, 91 год.
- 6 октября:
  - Генрих Клир, австрийский тирольский писатель, 96 лет;
  - Андрей Купцов, российский писатель, публицист, автор книг об альтернативной истории России, 72 года.
- 7 октября — Анна Вальгрен, шведская писательница, сценарист, 80 лет.
- 8 октября — Олег Чорногуз, украинский и советский писатель, сатирик, журналист, редактор, 86 лет.
- 14 октября:
  - Феликс Крес, польский писатель, 56 лет;
  - Александр Суконик, русский писатель, 90 лет.
- 15 октября — Александр Жук, белорусский прозаик, сценарист, драматург, переводчик и редактор, 75 лет.
- 17 октября:
  - Михаил Ерёмин, русский поэт и переводчик, 86 лет;
  - Леонардас Саука, литовский фольклорист, языковед, переводчик, 91 год.
- 18 октября — Том Мэддокс, американский писатель, известный как участник литературного направления «Киберпанк», 77 лет.
- 22 октября — Лешек Энгелькинг, польский поэт, писатель, переводчик, литературный критик и литературовед, 67 лет.
- 23 октября:
  - Леонид Кацис, российский филолог, историк культуры, литературный критик, специалист по русско-еврейской культуре и литературе, 63 года;
  - Николай Шахмагонов, русский писатель, 74 года.
- 25 октября:
  - Нузет Умеров, поэт, прозаик, переводчик, журналист, основатель современного направления в детской крымскотатарской литературе, 90 лет;
  - Иван Черных, советский и российский военный писатель и журналист, 95 лет.
- 26 октября — Владимир Костров, советский и российский поэт, переводчик, драматург, 87 лет.
- 27 октября:
  - Илья Рейдерман, русский поэт, философ, культуролог, 84 года;
  - Баха Тахер, египетский писатель, 87 лет.
- 30 октября — Андрей Мартьянов, русский писатель, блогер, переводчик фантастических и исторических произведений, 49 лет.

### Ноябрь
- 1 ноября — Алексей Налепин, советский и российский учёный-филолог, писатель, литературовед и библиограф, специалист в области истории фольклора и древнерусской литературы, 76 лет.
- 5 ноября — Светлана Шенбрунн, русская писательница и переводчица, 83 года.
- 7 ноября — Михась Тычина, белорусский писатель, литературный критик и литературовед, 79 лет.
- 15 ноября — Кира Сапгир, писательница, прозаик, поэтесса, журналистка, 85 лет.
- 18 ноября — Бернгард Рубен, литератор, прозаик, 96 лет.
- 19 ноября — Грег Бир, американский писатель-фантаст, 71 год.
- 20 ноября — Ноберт Евдаев, азербайджанский поэт, писатель, переводчик, 93 года.
- 21 ноября — Мэриджейн Микер, американская писательница, 95 лет.
- 24 ноября:
  - Кристиан Бобен, французский писатель, поэт, эссеист, 71 год;
  - Ханс Магнус Энценсбергер, немецкий поэт, писатель, драматург, эссеист, переводчик, издатель и общественный деятель, 93 года.
- 26 ноября:
  - Александр Кузьменков, русский писатель, прозаик и литературный критик, 60 лет;
  - Мархабат Байгут, казахстанский писатель, журналист и общественный деятель, 77 лет;
  - Лучано Карамель, итальянский писатель, арт-критик, куратор, теоретик искусства, 86 лет.
- 28 ноября:
  - Райко Петров Ного, сербский поэт, прозаик, публицист, эссеист, 77 лет;
  - Владимир Вакуленко, украинский общественный деятель, прозаик, поэт, переводчик, 50 лет.
- 29 ноября — Любомир Джуркович, черногорский писатель, драматург и поэт, 70 лет.
- 30 ноября:
  - Отман Саади, алжирский писатель, 92 года;
  - Фридрих Цаунер, австрийский писатель, сценарист, драматург, 86 лет.

### Декабрь
- 1 декабря — Юрий Ремесник, советский и российский поэт-песенник, 83 года.
- 2 декабря:
  - Доминик Лапьер, французский писатель, 91 год;
  - Людмила Чёрная, советский и российский публицист и переводчик, 104 года.
- 3 декабря:
  - Конысбай Искендирулы Абил, народный поэт Казахстана, известный айтыскер, сатирик, 68 лет;
  - Илья Штемлер, советский и российский прозаик, драматург, автор произведений в жанре «городского делового романа», 89 лет.
- 9 декабря:
  - Чомин Пейен, баскский писатель (прозаик и поэт), лингвист, 90 лет;
  - Велта Сникере, латышская поэтесса, 101 год;
  - Мансур Шигапов, советский и российский татарский актёр, поэт и писатель, 82 года.
- 10 декабря:
  - Мударис Багаев, башкирский поэт, драматург, детский писатель, фантаст, журналист, 71 год;
  - Александр Корамыслов, российский поэт, журналист, блогер, 53 года.
- 14 декабря — Вульф Кирстен, немецкий писатель, 88 лет.
- 15 декабря — Наталья Аришина, российская поэтесса, 79 лет.
- 16 декабря:
  - Антонин Баяя, чешский писатель и журналист, 80 лет;
  - Хосе Мария Сисон, филиппинский поэт и писатель, 83 года.
- 17 декабря — Нелида Пиньон, бразильская писательница, 85 лет.
- 21 декабря:
  - Альберто Азор Роза, итальянский литературный критик, 89 лет;
  - Деян Тьягу-Станкович, сербский и португальский писатель и литературный переводчик, 57 лет.
- 25 декабря:
  - Франсуаза Бурден, французская писательница, 70 лет;
  - Улдис Крастс, ливский поэт, прозаик, переводчик и журналист, 79 лет.
- 26 декабря — Антониу Мега Феррейра, португальский писатель, юрист, журналист, 73 года.
- 28 декабря — Дик Флавин, американский поэт, драматург, 86 лет.